# Lăpugiu de Jos
Lăpugiu de Jos (veraltet Lăpugiul Inferior; deutsch Unter-Lappendorf, ungarisch Alsólapugy) ist eine Gemeinde im Kreis Hunedoara in der Region Siebenbürgen in Rumänien.
Der Ort ist auch unter den rumänisch veralteten Bezeichnungen Lăpughiul de Jos und Lăpușul-Inferior bekannt.

## Geographische Lage

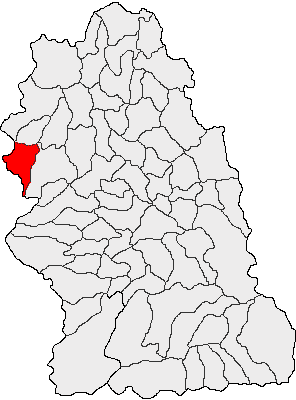
Lage der Gemeinde Lăpugiu de Jos im Kreis Hunedoara

Lăpugiu de Jos ist eine Gemeinde im Südwesten Siebenbürgens in den Nordausläufern des Poiana-Ruscă-Gebirges – ein Gebirgszug der Rumänischen Westkarpaten – am Bach Valea Lăpugilor im historischen Stuhlbezirk Marosillye des Hunyader Komitat (Komitat Eisenmarkt). Im Westen des Kreises Hunedoara, zwei Kilometer südlich der Europastraße 673 und der Bahnstrecke Ilia-Lugoj an der Kreisstraße (drum județean) DJ 680B, befindet sich der Ort Lăpugiu de Jos etwa 30 Kilometer östlich von der Kleinstadt Făget (Kreis Timiș); die Kreishauptstadt Deva (Diemrich) liegt etwa 42 Kilometer östlich von Lăpugiu de Jos entfernt.
Die eingemeindeten Dörfer und Weiler sind zwischen drei (Ohaba) und acht Kilometer (Baștea) vom Gemeindezentrum entfernt. Die rumänische Autobahn A1 verläuft auf dem Gemeindeareal.

## Geschichte
Lăpugiu de Jos wurde erstmals 1439 urkundlich erwähnt und war im Mittelalter ein rumänisches Hörigendorf. Die Geschichte der Besiedlung der Region reicht jedoch weit mehr zurück. Auf dem Gebiet des Ortes wurden Funde, welche nach Angaben von G. Téglás u. a. in die Hallstattzeit deuten; bei Lăsău einer Erdburg die noch nicht datiert wurde, gemacht.

## Bevölkerung
Seit der offiziellen Erhebung von 1850 wurden auf dem Gebiet der heutigen Gemeinde überwiegend Rumänen registriert. Die höchste Einwohnerzahl (4433) – und gleichzeitig die der Rumänen (4328) und der Magyaren (62) – wurde 1910 ermittelt. Die höchste Bevölkerungszahl der Roma (41) wurde 1930 und die der Rumäniendeutsche (20) wurde 1880 registriert. 2002 wurden in der Gemeinde Lăpugiu de Jos 1750 Menschen gezählt. Des Weiteren wurde 2002 auch ein Ukrainer registriert. Bei der Volkszählung vom 31. Oktober 2011, wurden in 725 Haushalten der Gemeinde, 1624 Menschen gezählt. Das eingemeindete Dorf Baștea ist heute nahezu menschenleer,
Die Hauptbeschäftigung der Bevölkerung ist die Forstwirtschaft.

## Sehenswürdigkeiten
- Die Holzkirche Adormirea Maicii Domnului in Lăpugiu de Jos, 1765 errichtet, in der Wandmalereien mit Darstellung Cloșcas – einer der drei Anführer des Bauernaufstandes von 1784 in Siebenbürgen – zu sehen sind,[4] steht unter Denkmalschutz.[10]
- Die Holzkirche in Holdea, wurde 1911 errichtet und 1932 mit Blech abgedeckt.[11]
- Die Holzkirche im ehemaligen Dorf Baștea, wurde im 18. Jahrhundert errichtet, war 2010 in einem desolaten Zustand.[12]

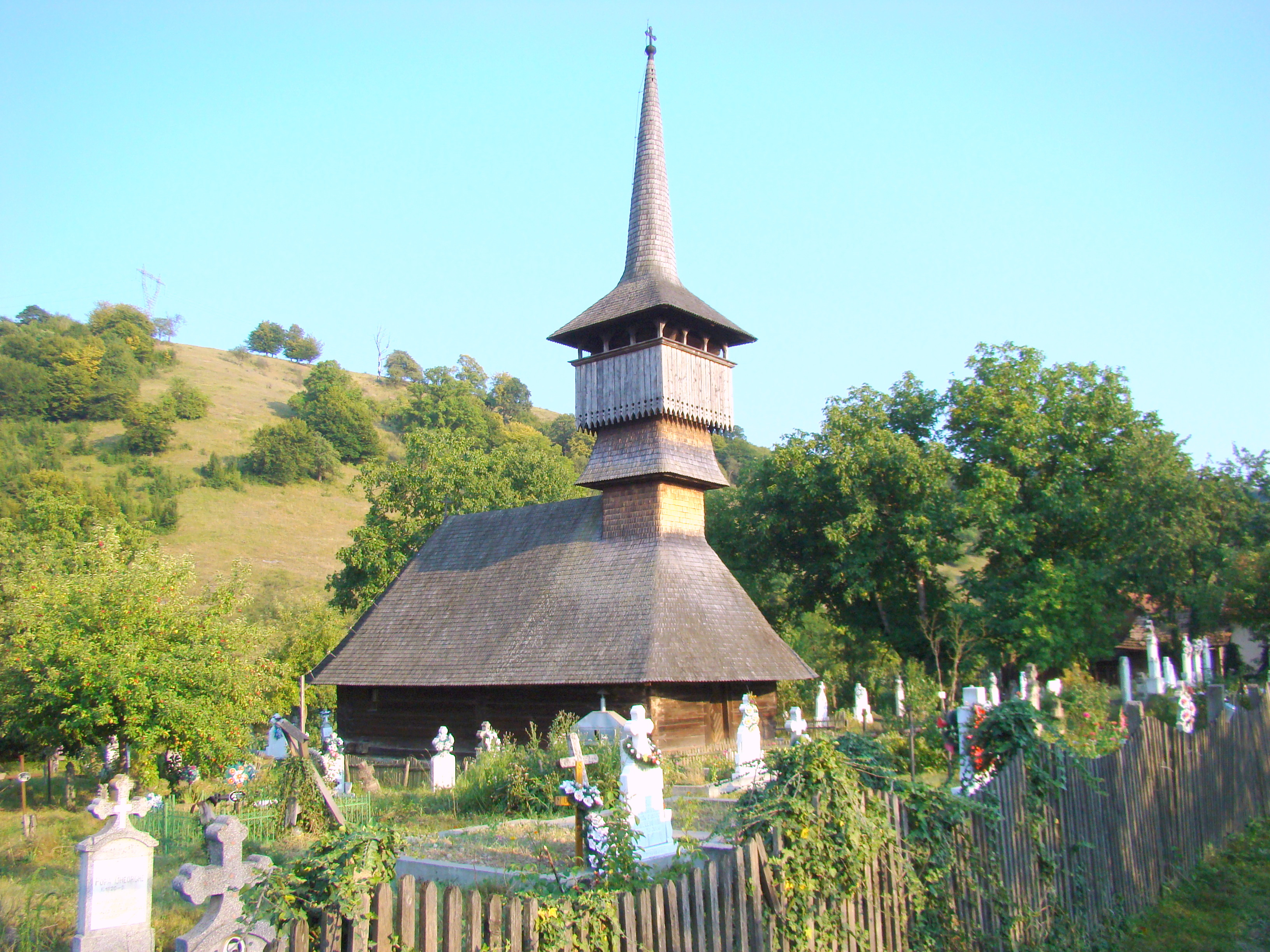
Holzkirche in Lăpugiu de Jos
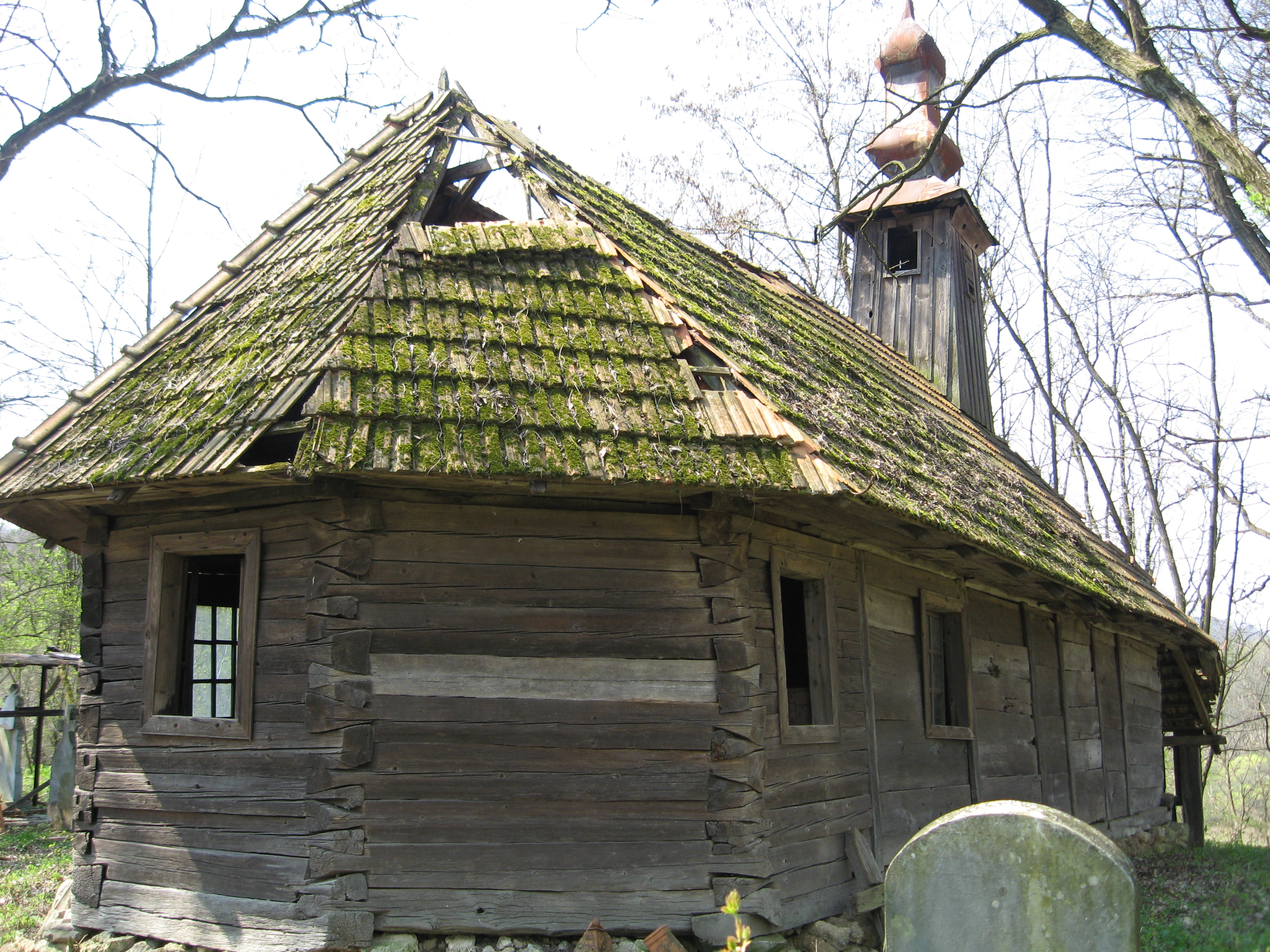
Reste der Holzkirche in Baștea (2010)
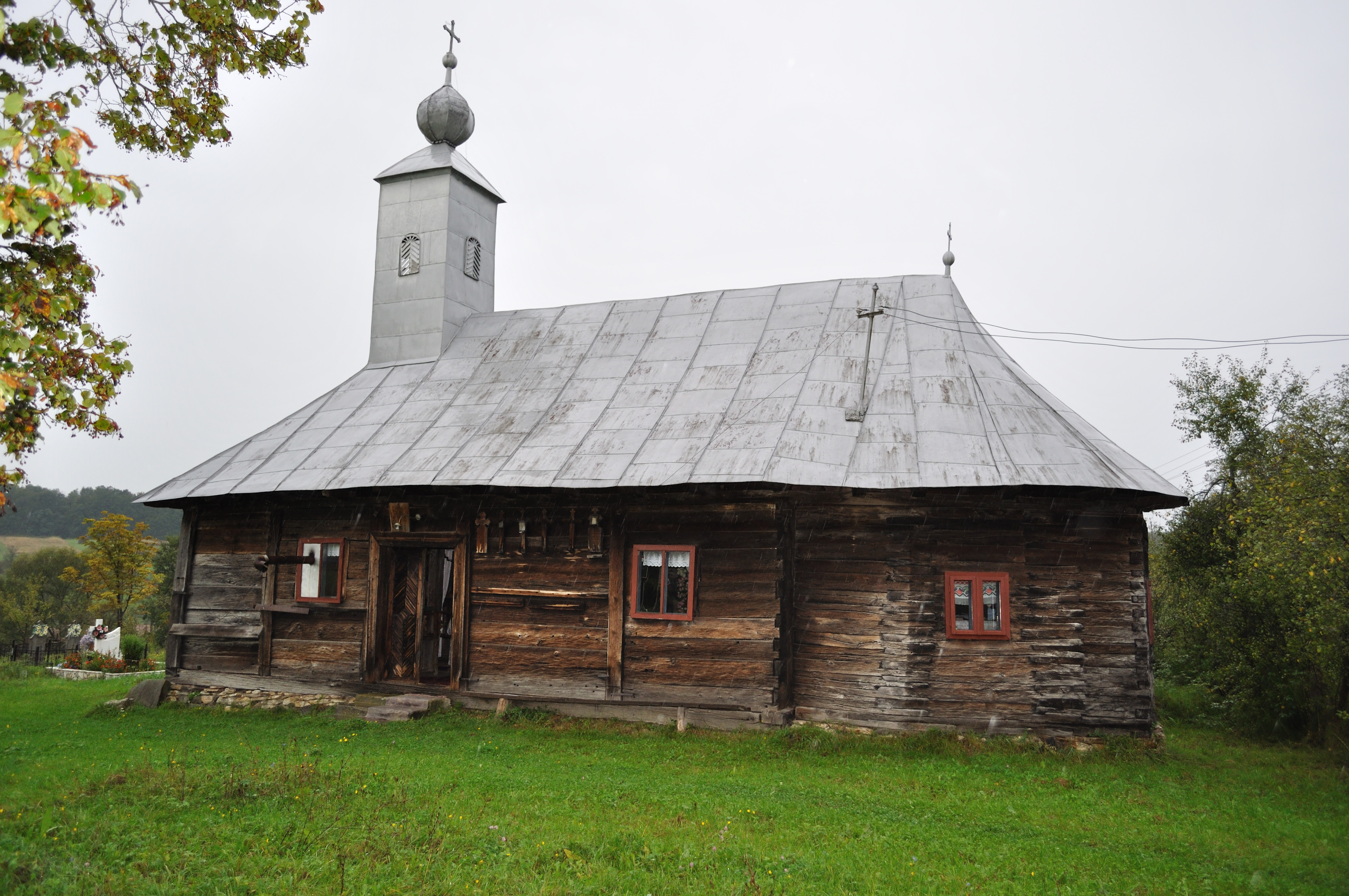
Holzkirche in Holdea
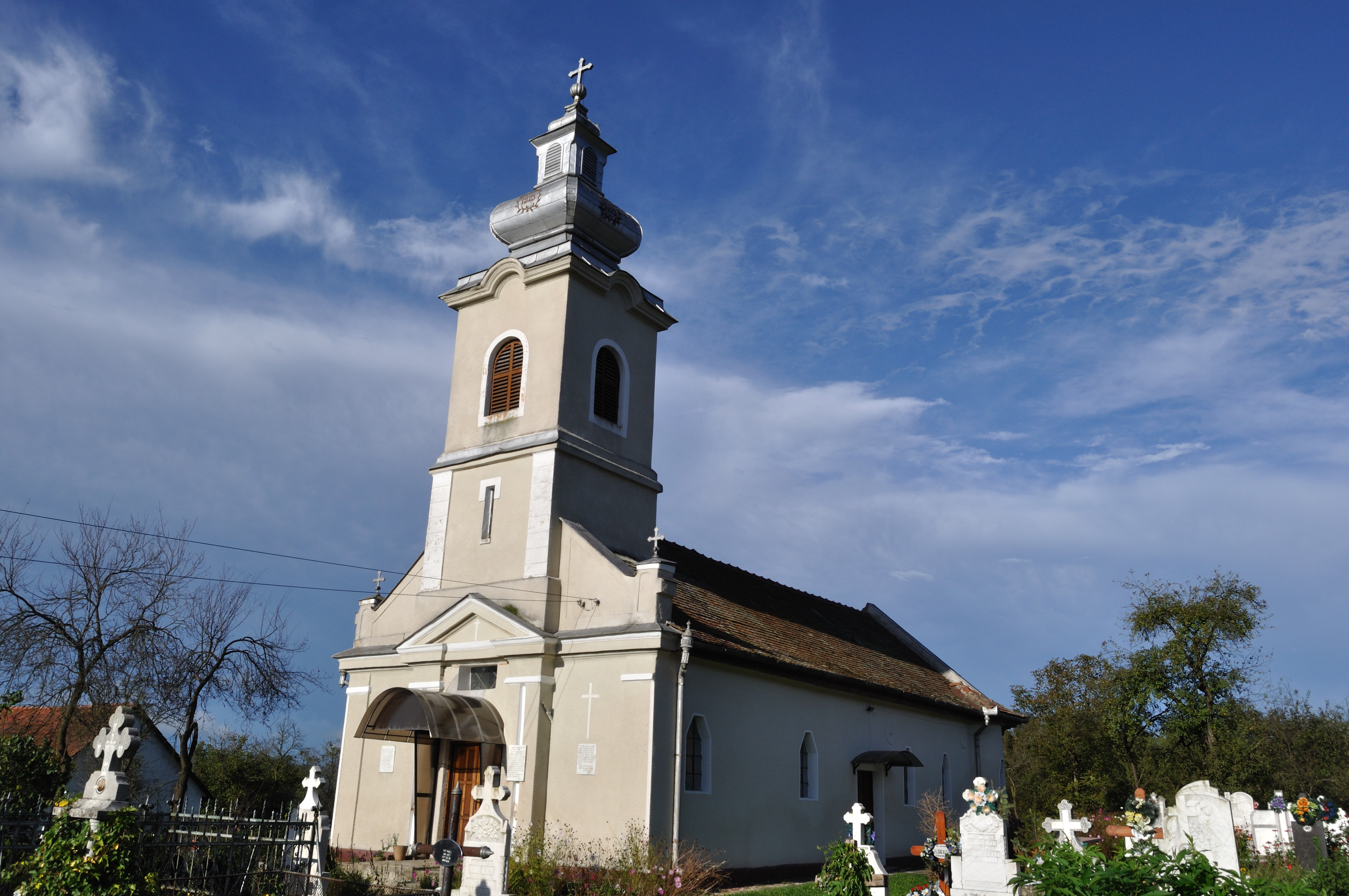
Kirche in Teiu
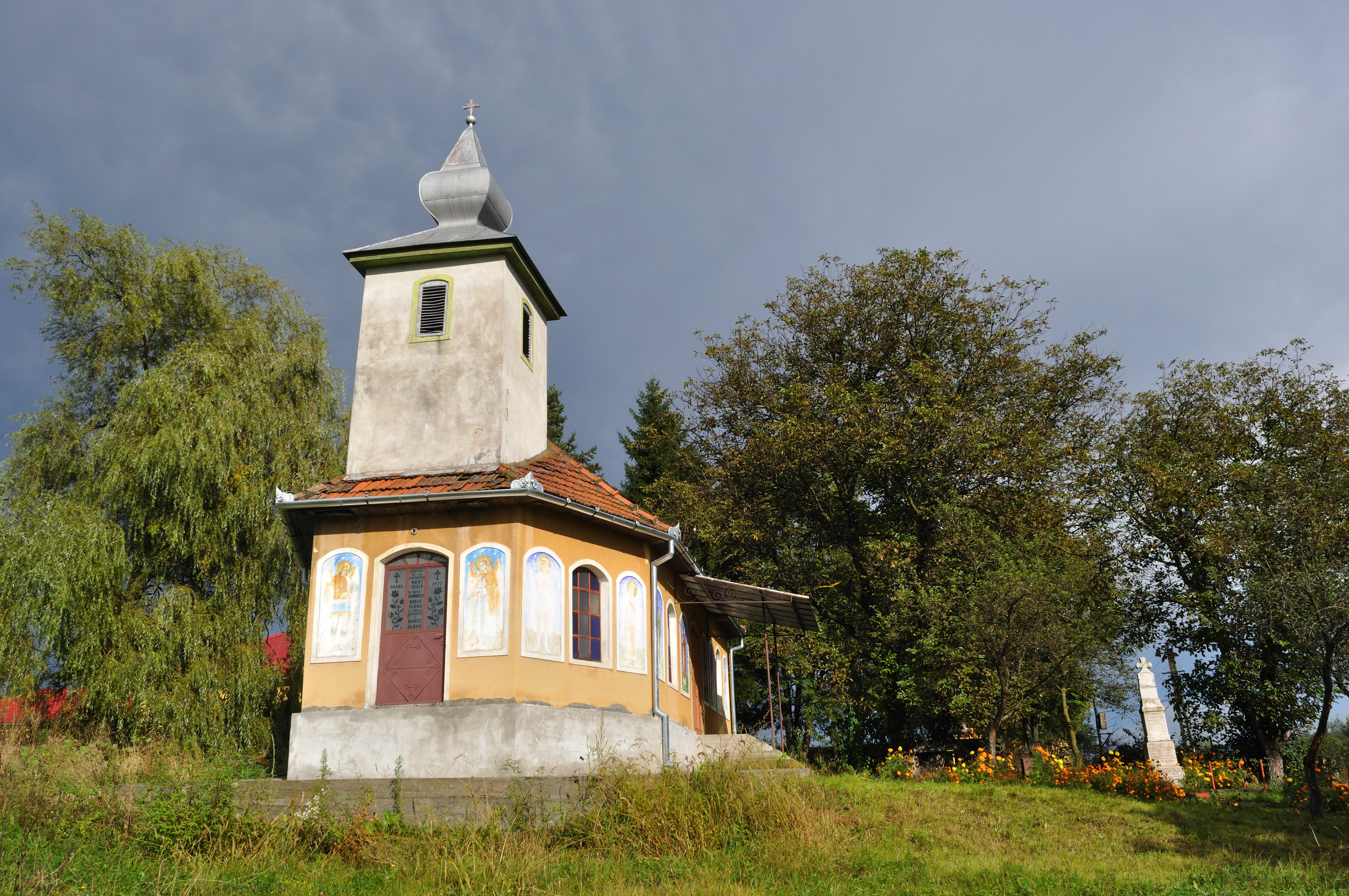
Kirche in Ohaba